# Lake Tomahawk (condado de Oneida)
Lake Tomahawk es un lugar designado por el censo ubicado en el condado de Oneida en el estado estadounidense de Wisconsin. En el Censo de 2010 tenía una población de 228 habitantes y una densidad poblacional de 53,38 personas por km².

## Geografía
Lake Tomahawk se encuentra ubicado en las coordenadas 45°48′33″N 89°34′39″O / 45.80917, -89.57750. Según la Oficina del Censo de los Estados Unidos, Lake Tomahawk tiene una superficie total de 4.27 km², de la cual 3.98 km² corresponden a tierra firme y (6.79%) 0.29 km² es agua.

## Demografía
Según el censo de 2010, había 228 personas residiendo en Lake Tomahawk. La densidad de población era de 53,38 hab./km². De los 228 habitantes, Lake Tomahawk estaba compuesto por el 94.74% blancos, el 0% eran afroamericanos, el 1.32% eran amerindios, el 0% eran asiáticos, el 0% eran isleños del Pacífico, el 0% eran de otras razas y el 3.95% pertenecían a dos o más razas. Del total de la población el 0.44% eran hispanos o latinos de cualquier raza.